# Санкт-Петербургский художественный лицей
Санкт-Петербургский государственный академический художественный лицей им. Б. В. Иогансона при Российской академии художеств (ранее Ленингра́дская сре́дняя худо́жественная шко́ла) — первое в стране детское среднее специальное художественное учебное заведение. В настоящее время является учреждением среднего профессионального образования с художественным направлением при 11-летнем обучении.

## Основание школы и довоенный период
Начальная школа рисования при Всероссийской академии художеств была создана 10 февраля 1934 года. Деятельное участие в создании школы принимал С. М. Киров, секретарь ЦК ВКП(б), возглавлявший в этот период партийную организацию Ленинграда. В 1934 году Киров посетил смотр детского творчества в помещении Дома художественного воспитания детей и вскоре после этого им было принято решение о создании «Начальной школы рисования» при Всероссийской академии художеств.
С 1 марта 1934 года Начальная школа рисования стала называться «Школой юных дарований» при В. А. Х.
Школа юных дарований была вечерним учреждением, дети проходили курс обучения, не отрываясь от занятий в обычной школе; никаких общеобразовательных дисциплин в школьную программу не включалось. Уроки проходили три раза в неделю, начинаясь в три часа дня. В школе учились дети в возрасте от 12 до 17 лет; в 1934 г. в школу поступило 70 учеников, и ещё 36 учеников были приняты на конкурсной основе. Преимущественно, в школе обучались дети из семей рабочих, военных, крестьян, а также дети-сироты. Школа являлась первой ступенью начального художественного образования. Учащимся назначались стипендии в размере 40 рублей в месяц, а особо талантливым ученикам поощрительные стипендии по 00 рублей.
Продолжительность обучения в школе составляла четыре года.
Программа художественных дисциплин утверждалась Академией художеств, в их число входили рисунок, лепка с живой натуры, беседы по истории искусств. Главным моментом обучения было рисование с натуры и рисование по представлению различными способами. Живопись (натюрморты) почти не преподавалась, занятий композицией в программе не было. Завершением каждого учебного года были входившие в программу обучения отчётные выставки.
1 октября 1936 года Комитет по делам искусств при Совнаркоме СССР своим распоряжением преобразовал школу в Среднюю художественную школу-одиннадцатилетку (СХШ) с подчинением Комитету по делам искусств при СНК СССР. Приказом по Всероссийской академии художеств от 29 ноября 1936 года была проведена реорганизация «Школы юных дарований» в дневную «Среднюю художественную школу» (СХШ при В. А. Х.) с переводом в последнюю всех учеников. Школа стала дневной с общеобразовательным курсом в объёме десятилетки. В школу набирались преподаватели самой высокой категории, среди них были партийные и беспартийные преподаватели, что отмечалось особо, а также преподаватели разных национальностей.
Работу школы в этот период организовывал преподаватель Иван Никанорович Ефимов.
Школа располагалась на третьем этаже исторического здания Академии художеств на Университетской набережной, дом 17. Два первых этажа здания и прочие помещения занимал Ленинградский институт живописи, скульптуры и архитектуры.
Отличие СХШ от других художественных школ зависело прежде всего от того, что наша школа находилась в институте. Дети, хотя учились в школе, но чувствовали себя студентами, <…> ходили на защиту дипломов. <…> Я помню и защиту Мыльникова, и защиту Мальцева, то есть ныне известных художников. Там выступил Игорь Эммануилович Грабарь, то есть выходили люди, известные уже в начале XX века.
В. Траугот
При СХШ был организован интернат для иногородних и нуждающихся учеников, приезжавших на обучение из разных городов, областей и республик: Донбасса, Тулы, Ростова-на-Дону, Киришей, Урицка, Можайска, Пушкина, Свердловской области, Северной Осетии, Армении. На 1 июня 1936 года в СХШ числилось 109 учеников в возрасте от 12 до 20 лет.
Весь преподавательский состав состоял из числа преподавателей Академии художеств. В основу образования в СХШ было положено семилетнее обучение по программе средней художественной школы, а в части общеобразовательных дисциплин — по программе 10-летней средней школы. Основной целью и задачами школы были получение учащимися профессионально художественного образования и среднего общего образования в объёме школы-десятилетки, а также подготовка к поступлению в художественные вузы на факультеты живописи, скульптуры, архитектуры и искусствоведения.
Первый выпуск школа произвела в 1939 году. Большинство выпускников поступило в Академию художеств.

## Военное время
После начала Великой Отечественной войны и до февраля 1942 года СХШ оставалась в Ленинграде. Не все ученики пережили первую блокадную зиму, но и в этих условиях школа не прекратила своей деятельности. Была проведена выставка «Ленинград в борьбе», воспитанники школы участвовали в возведении оборонительных укреплений, дежурили в отрядах МПВО, помогали в упаковке ценностей Эрмитажа, библиотеки Академии Художеств. Учащиеся школы провели зиму 1941—1942 гг. в интернате, расположенном на Литейном дворе Академии Художеств. На 1 октября 1941 года в СХШ числилось 189 учащихся вместе с подготовительным отделением в возрасте от 11 до 24 лет.
В феврале 1942 года СХШ вместе с Академией Художеств была эвакуирована в Самарканд, где учебный процесс продолжился. Старшеклассники участвовали в строительстве гидроэлектростанции и железной дороги, в уборке урожая, в массовой наглядной агитации. Преподавательскую работу в Самарканде вели профессор Л. Ф. Овсянников, доценты А. Д. Зайцев, С. В. Приселков, В. А. Горб (директор школы в 1943—1947 годах) и другие. Среди вновь зачисленных 1 октября 1942 года учеников СХШ в период эвакуации в Самарканде был известный в будущем скульптор Э. И. Неизвестный. В самые тяжёлые месяцы войны 1942—1943 годов некоторые из воспитанников СХШ были призваны в Красную Армию, в их числе были Л. В. Кабачек, С. Н. Спицын и другие. В 1944 году в Ленинграде погиб при артобстреле первый директор школы, руководивший ею с 1936 по 1942 год, К. М. Лепилов.
В январе 1944 года Академия художеств и СХШ были переведены в Загорск, а в июне 1944 года вернулись из эвакуации в Ленинград. На 20 августа 1944 года в СХШ числилось 53 ученика.

## Послевоенное время
С 23 сентября 1947 года СХШ вошла в число учреждений, подведомственных Академии художеств СССР.
Директорами СХШ были: с 1942 по 1947 год — Заслуженный деятель искусств РСФСР В. А. Горб, с 16 июня 1947 года — Н. И. Андрецов, с 9 июля 1952 года — Заслуженный художник РСФСР А. П. Кузнецов, с 15 февраля 1980 года — К. К. Иванов, с 13 сентября 1982 года — В. И. Стеценко, затем — М. Г. Некрасов; с 26 августа 1988 года — заслуженный художник Российской Федерации, действительный член Российской академии художеств Л. Н. Кириллова. С 3 сентября 2014 года и. о. директора школы — Т. А. Мищенко.
В сентябре 1971 года СХШ приступила к работе в новом отдельном здании, расположенном на Васильевском острове по адресу: улица Детская, дом 17, кор. 1. На конец 1972 года в СХШ числилось 359 учеников. Ежегодный приём в это время составлял 40 человек. Из числа выпускников от 50 % до 80 % продолжали обучение в ЛИЖСА им. И. Е. Репина.
30 августа 1973 года ленинградской Средней художественной школе было присвоено имя известного советского художника и педагога Бориса Владимировича Иогансона.
1 декабря 1992 года СХШ была преобразована в Санкт-Петербургский государственный академический художественный лицей им. Б. В. Иогансона при институте им. И. Е. Репина.

## Воспитанники школы
Выпускниками СХШ предвоенных и первых послевоенных лет стали известные в будущем советские и российские художники и скульпторы, Народные художники СССР и РСФСР, Герои социалистического труда, академики и вице-президенты Академии художеств, лауреаты государственных премий, авторы широко известных произведений. Среди них М. К. Аникушин, И. С. Глазунов, А. Г. Ерёмин, В. Ф. Загонек, М. А. Канеев, А. П. Левитин, Ю. Н. Тулин, Ю. С. Подляский, Л. В. Кабачек, Е. П. Антипова, 3. П. Аршакуни, В. А. Ветрогонский, Я. И. Крестовский, А. П. Левитин, В. Г. Старов, В. К. Тетерин, И. А. Раздрогин, В. Г. Траугот, В. И. Тюленев и многие другие. В 1960—1980 годы выпускники СХШ составили ядро профессорско-преподавательского состава института им. И. Е. Репина.
За годы существования школы в числе её учеников было немало выпускников, ставших впоследствии известными мастерами изобразительного и декоративно-прикладного искусства, учёными-искусствоведами:
- Абрамов Николай Алексеевич
- Александрова Елизавета Николаевна
- Бабиков Станислав Геннадьевич
- Бабияк Вячеслав Вячеславович
- Бантиков Владимир Андреевич
- Белов Юрий Владимирович
- Бройдо Ирина Георгиевна
- Бучкин Дмитрий Петрович
- Сергей Владимирович Бакин
- Васильев Юрий Анатольевич
- Веселова Нина Леонидовна
- Выржиковский Эдвард Яковлевич
- Грушко Абрам Борисович
- Егошин Герман Павлович
- Еремин Алексей Григорьевич
- Зубов Евгений Александрович
- Карклин Рудольф Францевич
- Качальский Владимир Станиславович
- Кипарисов Пётр Гаврилович
- Ковенчук Георгий Васильевич
- Козловская Марина Андреевна
- Копытцева Майя Кузьминична
- Костенко Елена Михайловна
- Кудреватый Михаил Георгиевич
- Левченко Ярослав Юрьевич
- Ломакин Олег Леонидович
- Любимова Вера Александровна
- Мальцев Евгений Демьянович
- Обозненко Дмитрий Георгиевич
- Позднеев Николай Матвеевич
- Претро Коринна Германовна
- Репин Сергей Николаевич
- Саксон Владимир Станиславович
- Спицын Сергей Николаевич
- Столбов Александр Сергеевич
- Уралов Иван Григорьевич
- Шварц Шолом Аронович
- Шевченко Павел Онуфриевич
- Яблочкина Ирина Юрьевна
- Якерсон Иосиф Шаломович
- Ястребенецкий Александр Григорьевич и др.

В послевоенные годы в СХШ также учились, но по разным причинам оставили учёбу или были отчислены и не окончили курса, художники А. Г. Траугот, М. В. Войцеховский, М. М. Шемякин, А. Д. Арефьев, В. Н. Шагин, Д. В. Шагин. В. В. Громов, О. Е. Григорьев, Г. А. Устюгов, А. С. Морев и некоторые другие, чьи имена в дальнейшем были связаны, главным образом, с ленинградским андеграундом.

## Педагоги
В разные годы в Средней художественной школе преподавали известные художники и педагоги, в их числе:
- Абугов Семён Львович (1877—1950)
- Андреев Иван Иванович (1915—1993)
- Андрецов Николай Ильич (1909—1992)
- Анисович Владислав Леопольдович (1908—1969)
- Антоненко Виталий Петрович (1939—2011)
- Бабасюк Николай Лукич (1914—1983)
- Бажинов Виктор Иванович (1925—2009)
- Богаевская Ольга Борисовна (1915—2000)
- Боронкин Павел Николаевич (1916—...)
- Брашинская Тамара Львовна (1929—2018) (учитель истории и обществоведения)
- Булыгин Алексей Фёдорович (1920—...)
- Глазов Игорь Николаевич
- Горб Владимир Александрович (1903—1988)
- Горб Татьяна Владимировна (1935)
- Егоркин Василий Иванович (1936—2008)
- Ефимов Иван Никанорович (учитель астрономии)
- Зайцев Александр Дмитриевич (1903—1982)
- Зальцман Залман Беркович (1913—1941)
- Замбржицкая Тамара Георгиевна (учитель зоологии)
- Заозерский Борис Константинович (1934—2002)
- Иванов Константин Кириллович (1938)
- Кижнерман Леонид Михайлович (учитель английского языка)
- Кириллова Лариса Николаевна (1943)
- Ключанова Екатерина Степановна (учитель математики)
- Козелл Михаил Георгиевич (1911—1993)
- Копнина Татьяна Владимировна (1921—2009)
- Корень Олег Петрович (1933—1995)
- Коровяков Александр Петрович (1912—1993)
- Кузнецов Алексей Петрович (1916—1993)
- Лепилов Константин Михайлович (1879—1944)
- Можаев Алексей Васильевич (1918—1994)
- Монахова Валентина Васильевна (1932)
- Натаревич Михаил Давидович (1907—1979)
- Невельштейн Самуил Григорьевич (1903—1983)
- Никипоренко Екатерина Михайловна (1955)[14]
- Никитин Павел Семёнович (учитель физики)
- Острова Лидия Александровна (1914—2009)
- Починков Александр Александрович (1877—1955) (учитель истории искусств)
- Присёлков Сергей Васильевич (1892—1959)
- Рысина Галина Васильевна (1910—...)
- Самарин Герман Аркадьевич (1939—2011)
- Сенчуков Владислав Иванович (1920—...)
- Соколов Василий Васильевич (1915—2013)
- Трошичев Александр Александрович (1908—1984)
- Фишман Борис Владимирович (учитель географии)
- Фишман Лидия Петровна (зав. учебной частью, учитель истории)
- Шолохов Леонид Сергеевич (1905—1967)